# 咽喉頭異常感症
咽喉頭異常感症（いんこうとういじょうかんしょう）とは、咽喉頭部や食道の狭窄感、異物感、不快感などを訴えるが検査値の異常や器質的病変がみられないものをいう。耳鼻科領域では、咽喉頭異常感症と呼ばれるが、内科領域で「ヒステリー球」（英：Globus hystericus、あるいはヒステリー球症候群（英：Globus syndrome））と呼称される疾患と概念的に同じものである。他に「咽喉頭食道異常感症」、「咽喉頭神経症」と呼称される場合があり、また、東洋医学・漢方医学的な「梅核気（）」、「咽中炙臠（）」の疾患概念とも重なる。
逆流性食道炎や消化器カンジタ菌増殖症などがこの症状を呈することがある。

## 症状
患者によって感じ方が異なるが、以下のような症状を訴える。
- 喉に何かつまっている感じ／喉に何かがひっかかっている感じ／喉に塊りがある感じ
- 喉が塞がる感じ
- 喉の奥がはれている感じ
- 喉がイガイガする
- 胸がつかえる感じ

## 原因

### 鑑別
川上は、内科を受診し食道疾患が疑われてX線検査を行った自験例126例の76%に器質的疾患が見られなかったとし、また中西らは、耳鼻咽喉科を受診し上記のような症状を示す患者1,386例の48.2%には器質的病変が認められたが、残りの過半数では異常所見を発見できなかったとしている。上記のような症状“咽喉頭異常感”を示す場合（広義の咽喉頭異常感症）でも、次のような器質的病変が見られるものは狭義の咽喉頭異常感症から除外する。局所的病変の精査に下咽頭食道造影による検査が有用であり、繁用されている。

#### 局所的病変
- 咽喉頭の悪性腫瘍や良性腫瘍、副鼻腔炎（後鼻漏）、舌根扁桃肥大、喉頭蓋の形態異常、過長茎状突起、茎突舌骨靭帯の化骨、頚椎異常、口蓋垂の過長、唾液分泌異常
- 食道癌、胃癌、胃下垂、食道潰瘍、食道炎、食道静脈瘤、食道憩室、アカラシア、マロリー・ワイス症候群

#### 全身的病変
- 甲状腺疾患、性ホルモン異常、悪性貧血、Plummer-Vinson 症候群（en）、糖尿病、強皮症

### 病因

#### 精神的要因
川上は、ヒステリー球と診断した自験例36例の心理的な発生機序を分析したところ以下の通りであった。
- 不安・緊張：56%
- ヒステリー性の転換反応：25％
- うつ状態：11%
- その他：8%

また、和田は、咽喉頭食道異常感症と診断した168例、他の耳鼻咽喉科疾患患者126例、健常者110例に「テイラー不安検査」（顕在性不安検査：Manifest Anxiety Scale（MAS））を実施し、潜在的な不安感の強さを調査したところ、咽喉頭食道異常感症では他の群に比べ有意に不安感が強かったとしている。他に咽喉頭異常感症を呈する疾患としては、仮面うつ、自律神経失調症、心身症などの精神科領域あるいは心療内科領域の疾患がある。
ヒステリー球を患う患者は胃酸減少による逆流性食道炎や慢性カンジタ症の併発をしていることが多い。
逆流性食道炎は胃酸過剰と減少の両方の可能性があるが、胃酸減少の症状を過剰症と決めつけられ、逆の治療を受けていることが多い。胃酸減少により食べ物が消化をしていないことで未消化のタンパク質がアレルギーを引き起こす。
胃酸減少により免疫機能が働かずカンジタ菌などの殺菌ができない。マイコトキシンにより精神疾患を発症することがある。
このため、ヒステリー球はアレルギー、甲状腺疾患などの免疫疾患、精神疾患を併発しやすい。

#### アレルギー
咽喉頭異常感症患者の一部にはアレルギーの関与があるとの説もある。

#### 性差
一般に本症は女性に多いと言われ、“咽喉頭異常感”を示す広義の咽喉頭異常感症ではその発症に男女の差はないが、器質的病変が見られない狭義の咽喉頭異常感症では明らかに女性が多い傾向（あるいは有意差をもって多い）が報告されており、更年期障害の関与も指摘されている。

## 治療

### 西洋医学的治療
器質的疾患が認められる患者にはそれに対応する治療を行い、器質的疾患が認められない患者には以下の治療を施す。
- 不安・緊張状態：抗不安薬
- うつ病、うつ状態：抗うつ薬
- ヒステリー性の転換反応：心理療法

また、局所の炎症が否定できない患者にはリゾチームなどの消炎酵素薬がやマクロライド系抗生物質、アレルギーが否定できない患者には抗アレルギー薬が、単独あるいは上記の薬剤や以下の漢方処方と併用される。

### 東洋医学的治療
咽喉頭異常感症の症状は、東洋医学的には「気滞」と考えられるため、漢方処方としては代表的な気剤である半夏厚朴湯が頻用され、また半夏厚朴湯と小柴胡湯との合方である柴朴湯（胸脇苦満を呈する場合や小柴胡湯の抗炎症作用を期待して）、茯苓飲との合方である茯苓飲合半夏厚朴湯（虚証で胃内停水を呈する場合）などが証に合わせて用いられる。他に苓桂朮甘湯、甘麦大棗湯、柴胡加竜骨牡蛎湯などが用いられる場合がある。

### ナチュロパシー・オーソモレキュラー的治療
咽喉頭異常感症の症状は、胃酸減少症に伴う（胃酸過剰ではないので注意）逆流性食道炎を伴うものが多くアレルギー体質や免疫疾患などを患う方が、手術などの感染症や抗炎症剤長期投与や感染症後の慢性疲労症候群などの不定愁訴の際に発症しやすい。
消化器カンジタ菌の慢性感染症はカンジタ菌がバイオフィルムに包まれてしまう場合、検査では判明しない。
胃酸減少症に伴う逆流性食道炎はカンジタ菌の増殖により引き起こされる確率が高い。
ヒステリー球に食物アレルギーが併発しやすいのも逆流性食道炎や胃酸減少により食物がしっかりと分解されていないことに起因する。
ヒステリー球を引き起こす逆流性食道炎、またその逆流性食道炎を引き起こすカンジタ菌のマイコトキシンが精神疾患を引き起こしたりすることで、精神疾患を併発しやすい。そのためこの疾患は現代の保険診療内の医学では精神疾患と誤診を受けてしまう。
胃酸減少症は塩酸ベタインや塩酸リモナーデその他の消化酵素の投与で回復する。また、抗カンジタ薬（ナイスタチン）などが効果的である。

## 歴史

### 欧米
咽喉頭の異常感は古代ギリシア時代から記載があるといわれており、ヒポクラテスは更年期の女性が起こす病態と捉え、当時、子宮は体内を移動する臓器と考えられていたため、これが喉につかえる感じを生じさせていると考えた。1707年John Purcellは本症をヒステリックな人に見られる喉のつかえとして捉えてこの症状を記述し、後に「Globus hystericus」（ヒステリー球）として『Oxford Dictionary』に収載された。1919年にFerenczi（en）は、「患者の訴える『咽喉頭に塊りがあるような感じ』は、罪悪感、敵意、落胆などの心理的葛藤が、身体化したものである」と説明し、精神面・心理面の関与を指摘している。1968年Malcomsonは、本症は単なるヒステリックなつかえ感ではないとして「Globus pharyngeus」（咽頭球）と命名することを提唱した。他に「Kehlkopf Neurose」（喉頭神経症）、「Lump in throat」（喉の中の塊り）などの呼称で検討されてきた。

### 東洋
東洋においては、中国後漢の医学書である金匱要略の第22篇婦人雑病篇に「婦人、咽中炙臠（）あるが如きは、半夏厚朴湯これをつかさどる」とある。「炙臠（）」とは「炙った肉」の意で、つまり「女性で、喉に炙った肉のようなものがひっかかっている感じがする症状には、半夏厚朴湯が適応である」といった意味の文章となる。また、唐代の『千金方』（650年代）では、半夏厚朴湯の適応をより具体的に「婦人、胸満し、心下堅。咽中帖々として炙肉臠あるが如く、これを吐けども出でず、これを咽（の）めども下らざるを治す」としている。このような異物感を、後世では梅の種にたとえて「梅核気（）」と称するようになった。現代の中医学では、本症を「咽神経官能症」と呼称する。